# Máday Sándor
Máday Sándor (Pest, 1841 körül – Hietzing (Bécs mellett), 1878. július 15.) jogi doktor, királyi közjegyző, köz- és váltóügyvéd, országgyűlési képviselő, a Francia Becsületrend lovagja. Máday Izidor (1839–1925) miniszteri tanácsos, közgazdasági író testvére.

## Élete
Több évig mint ügyvéd működött a fővárosban. 1873-ban Fogaras vármegyében képviselővé választották; a Deák-párt tagja volt és később átment a Sennyei-párthoz és a közjegyzőség szervezésekor kinevezték közjegyzőnek a fővárosba. 1875. augusztus 1-jén kezdte meg működését a IV. kerületben (belváros). Blaha Lujza színésznő házasságon kívül született fia, Blaha Sándor 1874. szeptember 30-ai keresztelésénél a Pest-belvárosi római katolikus főplébánia születési anyakönyvi bejegyzésében az "Észrevételek" rovatban a feljegyzés szerint természetes atyaként jelent meg és íratta be nevét, amit utólag kihúztak. Más források szerint azonban mégsem ő, hanem Soldos Sándor a gyermek édesapja. A Francia Becsületrend lovagja volt. Halála előtt néhány hónappal jegyezte el egy bécsi gazdag bankár leányát; menyasszonyához utazva érte el a halál életének 37. évében, 1878. július 15-én hajnali egy órakor. Örök nyugalomra helyezték 1878. július 16-án délután a hietzingi köztemetőben.
Országgyűlési beszédei a Naplókban (1872-75) vannak.